# Ustawa o Brytyjskiej Ameryce Północnej
Ustawa o Brytyjskiej Ameryce Północnej (ang. British North America Act, fr. Actes de l'Amérique du Nord britannique) – ustawa przyjęta przez parlament brytyjski w 1867. W istocie był to akt ratyfikacji postanowień konferencji w Charlottetown, konferencji w Quebecu i konferencji londyńskiej tworzących Konfederację Kanady. Ustawa ta nadawała Kanadzie ograniczoną suwerenność. Ustawa została zmodyfikowana m.in. uchwaleniem Statutu Westminsterskiego w 1931.
 Zapoznaj się z zastrzeżeniami dotyczącymi pojęć prawnych w Wikipedii.